# Susumu Ohno
Susumu Ohno (jap. 大野 乾, Ōno Susumu; * 1. Februar 1928 in Keijō, Protektorat Korea, Japanisches Kaiserreich (heute Seoul, Südkorea); † 13. Januar 2000) war ein japanisch-US-amerikanischer Molekularbiologe. Er ist durch die Prägung des Begriffs Junk DNA in den 1960er Jahren bekannt und befasste sich mit molekularer Evolution und Geschlechtschromosomen.

## Leben
Ohno wurde als Kind japanischer Eltern in Korea geboren. Sein Vater war unter japanischer Annexion von Korea dort Bildungsminister, sein Großvater mütterlicherseits war Richter am Obersten Gerichtshof in Korea, sein Großvater väterlicherseits Gelehrter für Chinesisch. Da sein Vater viel reiste, wuchs Ohno teilweise in Korea, teilweise in Japan auf. 1945 ging die Familie zurück nach Japan. Ohno interessierte sich seit seiner Jugend für Pferde (sein Vater benutzte sowohl Pferd als auch Auto um ins Büro zu kommen) und studierte Veterinärmedizin an der Universität für Landwirtschaft und Technologie Tokio, an der er 1949 promoviert wurde. Danach setzte er sein Studium vor allem der Genetik an der Universität Hokkaidō fort und wurde 1953 mit einer Dissertation über Immunologie promoviert. Danach ging er in die USA als Gastwissenschaftler an die University of California, Los Angeles, wo er unter Riojun Kinosita arbeitete, der bekannt wurde, als er Buttergelb als Karzinogen identifizierte. Ohno folgte Kinosita an das City of Hope National Medical Center in Duarte (Kalifornien), wo er den Rest seiner Karriere blieb.

## Werk
In den 1950er Jahren gelangen ihm wichtige Entdeckungen bezüglich Geschlechtschromosomen. Insbesondere fand er, dass von beiden X-Chromosomen bei Frauen eines durch Heterochromatin stillgelegt ist (Barr-Körperchen).
Ohno vertrat die Hypothese, dass sich die Evolution auf Ebene der Gene vor allem über Gen-Duplikation vollzog (mit Neofunktionalisierung, das heißt eine der Kopien bei der Genverdopplung übernimmt eine geänderte Funktion). Ein Teil der DNA, das dabei funktionslos war, nannte er Junk DNA und er stellte schon fest, dass ein Großteil der DNA in höheren Lebewesen nicht codierte. Er fand aber auch relativ früh, dass der Genverdopplungsmechanismus bei Säugern nicht mehr wirkte: ihr Gesamtgenmaterial war annähernd konstant, obwohl sie sich (auch bei nahe beieinanderliegenden Arten) in der Anzahl der Chromosomen deutlich unterscheiden konnten. 1970 stellte er die 2R-Hypothese auf, dass die Wirbeltiere im Lauf der Evolution nur zwei Runden von Genduplikation in ihrer Anfangsentwicklung durchlaufen haben.
Ein nach ihm benanntes Gesetz drückt die angenäherte Erhaltung weiblicher X-Chromosomen im Lauf der Evolution von Säugern aus.
Mitte der 1980er Jahre begann er sich mit der frühen Entstehung des Lebens zu befassen. Er fand, dass unter natürlichen Bedingungen in der Ursuppe DNA-Sequenzen nur bis zu Dekameren gebildet werden konnten, was unzureichend für die Entstehung von Leben war. Stattdessen schlug er vor, dass sich vornehmlich Pentamere bildeten, die durch Hybridisierung längere Ketten bildeten. Weiterhin suchte er nach einem gemeinsamen Gen-Bauplan auf der Stufe der Kambrischen Explosion.

## Ehrungen und Mitgliedschaften
Ohno war Mitglied der National Academy of Sciences (1981) und der American Academy of Arts and Sciences (1977). 1992 wurde er Mitglied der Königlich Dänischen Akademie der Wissenschaften. 1981 erhielt er den Preis der japanischen Gesellschaft für Humangenetik und den Francis Amory Prize der American Academy of Arts and Sciences, 1983 den Kihara Preis der japanischen Gesellschaft für Genetik und 1998 den Königin Margarethe Preis der Dänischen Akademie der Wissenschaften. Er war Ehrendoktor der University of Pennsylvania und seiner Alma Mater, der Universität für Landwirtschaft und Technologie in Tokio. 1999 wurde er mit seiner Frau bei einem Japan-Besuch vom japanischen Kaiserpaar empfangen.

## Privates
1951 heiratete er Midori Aoyama (die ihm aber erst 1953 in die USA folgen konnte) und hatte zwei Söhne und eine Tochter. Er war US-Staatsbürger. Ohno behielt sein lebenslanges Interesse an Pferden und hielt und trainierte sie.
Mit seiner Frau hatte er nicht nur das Hobby Pferde, sondern auch Musik. Er transkribierte sogar DNA-Sequenzen in Musikform, vorgetragen von seiner Frau als Sängerin.

## Schriften
- Sex Chromosomes and Sex-Linked Genes, Springer 1967
- Evolution by gene duplication, Springer 1970
- Major Sex-Determining Genes, Springer 1979